# Чёрный принц Аджуба
«Чёрный принц Аджуба» (хинди अज़ूबा, трансл.: Ajooba, «Аджуба»; в пер. с хинди «Чудо») — советско-индийский фильм по мотивам восточных сказок режиссёров Геннадия Васильева и Шаши Капура. Советская укороченная и перемонтированная версия индийской версии фильма, известной под наименованием «Возвращение багдадского вора».

## Сюжет
События фильма происходят в несуществующей стране Бахаристан, правителем которой является добрый и уважаемый жителям султан. Ему тайно противостоит его правая рука, злой визирь, который жаждет взойти на трон и оживить огромного каменного демона, покоящегося в подземелье замка. Всеми доступными способами визирь препятствует рождению детей султана, но в один прекрасный момент само провидение посылает султану сына, который невосприимчив ни к ядам, ни к иным попыткам убить его. В честь рождения наследника султан и его жена Малика начинают масштабные празднования по всей стране. Добрый придворный маг Амир Хан (друг султана), недавно вернувшийся из своего путешествия в страну Хинд (Индия), дарит султану волшебный меч. Султан вонзает его в столб, проверяя его остроту, и Амир Баба объявляет, что снова извлечь его из камня может только наследник королевской семьи (прослеживаются аналогии с легендами о знаменитом мече короля Артура — Экскалибуре).
Вскоре после этого султан приватно обсуждает с Амиром Бабой возможное предательство в его королевстве, но визирь подслушивает их разговор. Он обманом узнает тайну силы добродушного мага, крадет его ожерелье, а его самого бросает в темницу, пытается убить султана и захватить трон. Султан со своей женой и ребёнком успевают сбежать на лодке в море. Однако визирь догоняет их на ковре-самолете и вступает в поединок во время шторма. В результате султан бесследно исчезает, его жена Малика слепнет, а новорожденного принца спасает дельфин и приносит его на берег. Принца находит местный кузнец, дает ему имя Али и обучает как ремесленным, так и боевым искусствам. Тем временем, злой визирь обвиняет мага Амира Бабу в убийстве султана, захватывает трон и начинает опустошать землю.
Прошло время, Али вырос и, взяв себе имя Аджуба, под личиной чёрного всадника — мстителя в маске (аллюзия на персонажа Зорро) защищает бедняков и невинных жителей королевства от бесчинств новой власти. В обычной жизни — он Али, обычный владелец трактира. Вместе со своим другом Хасаном и неравнодушными жителями они собирают отряд сопротивления, который совершает набеги на караваны и участвует в защите жителей от произвола.
Али встречает Роксану, вызволяет её из плена сына визиря, и они влюбляются друг в друга (впоследствии выясняется, что Роксана это дочь волшебника Амира Бабы). В свою очередь Хасан встречает караван дочери визиря — принцессы Хины, и они тоже влюбляются друг в друга.
Аджуба узнает от волшебника местоположение султана, которого все считали мертвым, возвращает ему память и привозит назад в Бахаристан. Там султан, жена султана, волшебник Амир Баба, жена волшебника и их дочь Роксана узнают друг друга. О воссоединении семей узнает визирь и с помощью магического кинжала возвращает к жизни каменного демона. В тяжелом поединке визиря с Аджубой, последний достает из каменной колонны меч, который подарил ему в детстве волшебник Амир Баба. Так становится понятным, что Аджуба — это член королевской семьи и потерянный принц. Аджуба побеждает каменного демона, но оказывается на волосок от смерти. Молитва матери спасает его. Все семьи воссоединяются.

## В ролях
- Амитабх Баччан — Али / Аджуба
- Димпл Кападия — Роксана
- Риши Капур — Хассан
- Сонам — принцесса Хина
- Шамми Капур — султан Бахаристана
- Ариадна Шенгелая — Малика, жена султана Бахаристана
- Саид Джаффри — Амир Кхан
- Сушма Сетх — Зарина Кхан, жена Амира
- Амриш Пури — визирь
- Гия Дарчиашвили — принц Алтаф
- Тамара Яндиева — Шахназ
- Абессалом Лория — Кадус
- Дара Сингх — Каран Сингх
- Тинну Ананд — Анвар Кхан
- Нарендра Натх — Шафрат Кхан
- Тедж Сапру — принц Уддам Сингх
- Далип Тахил — Шарух
- Ираклий Хизанишвили — Ансари
- Зураб Капианидзе — кузнец
- Вячеслав Богачёв — продавец кинжалов
- Артём Карапетян — казначей
- Правин Кумар — стражник
- Леонид Филаткин — подручный визиря
- Григорий Дунаев — продавец девушек
- Рудольф Рудин — тюремщик
- Мак Мохан — бандит
- Судхир — бандит